# Dəlləkli (Yardımli)
Dəlləkli è un comune dell'Azerbaigian situato nel distretto di Yardımlı. Conta una popolazione di 556 abitanti.